# 合式公式
在形式系統與逻辑中，合式公式（well-formed formula，WFF）又称合適公式、良式公式，可简称公式（formula），即“符合語法規則的公式”，是一逻辑体系中的“一个表达式”或“一个有限符号序列”；此表达式或序列，来自给定的字母表（字符），且属于形式语言的一种。合式公式与该逻辑体系的构成规则相符合，类似于自然语言中的一个语法句子。
若给定一形式文法，则WFF是这个文法生成的任何字符串。
例如，在命题演算中符号序列{\displaystyle ((\alpha \rightarrow \beta )\rightarrow (\neg \beta \rightarrow \neg \alpha ))}是一个WFF，因为它在文法上正确。符号序列{\displaystyle ((\alpha \rightarrow \beta )\rightarrow (\beta \beta ))\alpha ))}不是WFF，因为它不符合命题演算的文法。
在形式逻辑中，证明是有特定性质的WFF序列，而序列中最终的WFF就是要证明的。

## 命题逻辑中的合式公式
设S是联结词的集合. 由S生成的合式公式定义如下：
1. 原子公式是由S生成的合式公式.
2. 若c是S中的0元联结词，则c是由S生成的合式公式.
3. 若n{\displaystyle \geqslant }1，{\displaystyle F}是S中的n元联结词，{\displaystyle A_{1},A_{2},...,A_{n}}是由S生成的公式，则{\displaystyle FA_{1}A_{2}...A_{n}}是由S生成的合式公式.

## 谓词逻辑中的合式公式
合式公式是按以下规则构成的有穷长符号串：
1. 原子公式是合式公式.
2. 若{\displaystyle {\mathcal {A}}}是合式公式，则{\displaystyle (\neg {\mathcal {A}})}是合式公式.
3. 若{\displaystyle {\mathcal {A}},\,{\mathcal {B}}}是合式公式，则{\displaystyle ({\mathcal {A}}\Rightarrow {\mathcal {B}})}是合式公式.
4. 若{\displaystyle {\mathcal {A}}}是合式公式，{\displaystyle x}是变元，则{\displaystyle (\forall x{\mathcal {A}})}是合式公式.

## 外部連結
- Well-Formed Formula for First Order Predicate Logic（页面存档备份，存于） - includes a short Java quiz.
- Well-Formed Formula at ProvenMath（页面存档备份，存于）
- WFF N PROOF game site（页面存档备份，存于）

1. ↑  http://terms.naer.edu.tw/detail/18145751/%5B%5D